# Nostalgia por la Unión Soviética

Bandera y contorno de la antigua Unión Soviética

La nostalgia por la Unión Soviética (en ruso: Ностальгия по СССР), o sencillamente nostalgia soviética, es un fenómeno social de nostalgia por la era soviética, sea su política, su poder y extensión, su sociedad, su cultura, e incluso su estética. Tal nostalgia está observada entre personas en Rusia y los otros Estados postsoviéticos, así como en personas nacidas en la Unión Soviética residentes desde hace décadas en países fuera del ámbito del antiguo Estado.

## Tendencias
Desde la caída de la Unión Soviética y el bloque de países socialistas, las encuestas anuales del Centro Levada han mostrado que más del 50 por ciento de la población rusa lamentaba su colapso, con la única excepción en el año 2012, cuando el apoyo a la Unión Soviética cayó por debajo del 50 por ciento. Una encuesta de 2018 mostró que el 66 % de los rusos lamentaban la caída de la Unión Soviética, estableciendo un récord de 15 años, y la mayoría de estos votos  provenían de personas mayores de 55 años.

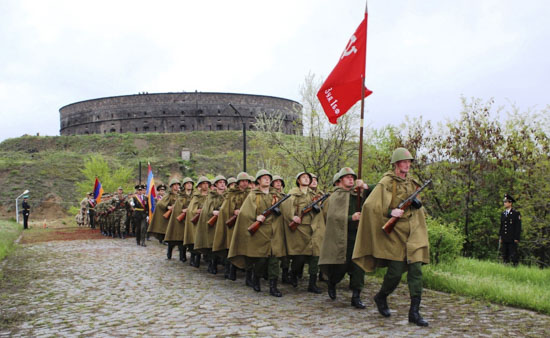
Tropas del Distrito Militar Sur de las Fuerzas Armadas de Rusia estacionadas en Armenia celebran la victoria soviética sobre la Alemania nazi, 9 de mayo de 2018

En Armenia, el 12 % de los encuestados dijeron que el colapso de la URSS hizo bien, mientras que el 66% dijo que hizo daño. En Kirguistán, el 16 % de los encuestados dijeron que el colapso de la URSS hizo bien, mientras que el 61 % dijo que hizo daño. Una encuesta de 2012 encargada por el Fondo Carnegie reveló que el 38 % de los armenios coinciden en que su país "siempre tendrá necesidad de un líder como Stalin".
En 2004, se lanzó en Rusia el canal de televisión Nostalguíya, estilizado con una hoz y un martillo.

## Razones

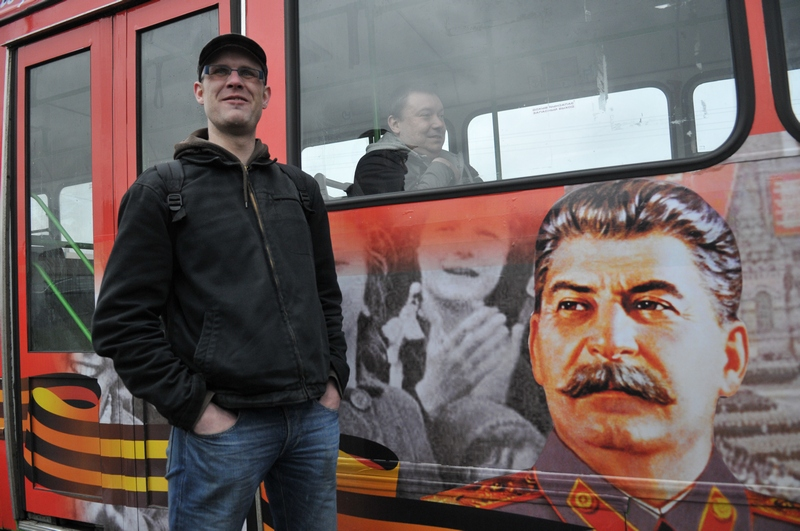
Un autobús con el retrato de Stalin que recorre la ruta 187-К en San Petersburgo en mayo de 2010

Según las encuestas, lo que más se echa de menos en la antigua Unión Soviética era su sistema económico compartido, que proporcionaba un mínimo de estabilidad financiera. Las reformas económicas después de la caída de la URSS y el bloque del Este resultaron en un duro nivel de vida para la población en general. Las políticas asociadas con la privatización permitieron que la economía del país creciera con el paso de los años. El sentimiento de pertenencia a una gran superpotencia fue una razón secundaria de la nostalgia; muchos se sintieron humillados y traicionados por sus experiencias a lo largo de la década de 1990 y culparon de la agitación a los asesores de las potencias occidentales, especialmente a medida que la OTAN se acercaba a la esfera de influencia de Rusia.

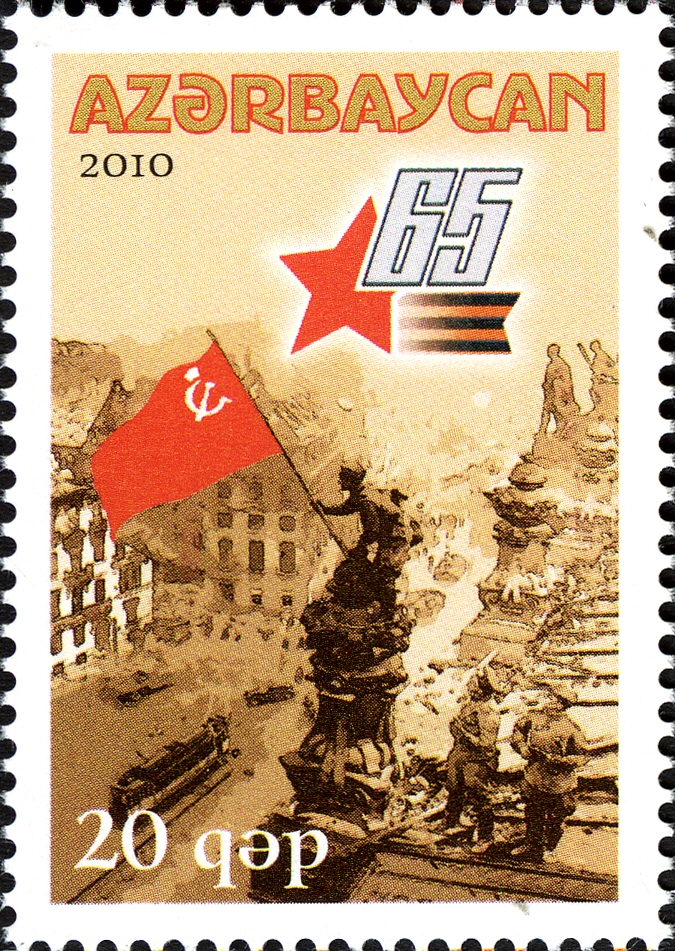
Sello de Azerbaiyán, 2010

Según la Dra. Kristen R. Ghodsee, investigadora sobre la Europa del Este poscomunista:

"Sólo examinando cómo los aspectos cotidianos de la vida cotidiana se vieron afectados por los grandes cambios sociales, políticos y económicos, podemos dar sentido al deseo de este pasado imaginado colectivamente y más igualitario. Nadie quiere revivir el  totalitarianismo del siglo XX. Pero la nostalgia por el comunismo se ha convertido en un lenguaje común a través del cual hombres y mujeres comunes y corrientes expresan su decepción por las deficiencias de la democracia parlamentaria y el capitalismo neoliberal de hoy."

Según la encuesta del Centro Levada (noviembre de 2016), el pueblo extraña principalmente a la Unión Soviética debido a la destrucción del sistema económico conjunto de sus 15 repúblicas (53 %); la gente perdió el sentimiento de pertenencia a una gran potencia (43 %); la desconfianza mutua y la crueldad han aumentado (31%); se perdió el sentimiento de que estás en casa en cualquier parte de la URSS (30 %); y la conexión con los amigos, los parientes perdieron (28 %). La socióloga del Centro Levada, Karina Pipiya, dice que los factores económicos jugaron el papel más importante en el aumento de la nostalgia por la URSS en la encuesta de 2018, en contraposición a la pérdida de prestigio o de identidad nacional, señalando que una gran mayoría de los rusos "lamenta que hubiera más justicia social y que el gobierno trabajara para el pueblo y que fuera mejor en términos de atención a los ciudadanos y expectativas paternalistas". Una encuesta realizada en junio de 2019 por el Centro Levada reveló que el 59 % de los rusos consideraba que el gobierno soviético "se ocupaba de la gente común". La favorabilidad del líder Iósif Stalin también alcanzó máximos históricos en la primavera de ese año.